# 後藤みわこ
後藤 みわこ（ごとう みわこ、1961年 -）は、日本の児童文学作家。SF作家。愛知県名古屋市生まれ、同県春日井市在住。日本児童文学者協会会員。

## 経歴・人物
東京・大阪で少女時代を送る。日本工学院専門学校放送制作芸術科卒。1999年に『ママがこわれた』にて第17回福島正実記念SF童話賞を受賞し、岩崎書店からデビュー。以後、児童・ティーンズ向け小説を意欲的に発表し、現在に至る。
現在、ジュニア冒険小説大賞の選考委員を務めている。
また、公募ガイド社が主催する童話の通信添削で講師を引き受けたり、職能団体「創作集団プロミネンス」（元・少年文芸作家クラブ）の現会長としても活動している。

## 著作リスト

### 岩崎書店
- ママがこわれた (童話絵本、2000年12月)
- カプリの恋占い〈1〉春風のネックレス (フォア文庫、2008年4月)
- カプリの恋占い〈2〉木もれ日の髪かざり (フォア文庫、2008年9月)
- カプリの恋占い〈3〉渚のイヤリング (フォア文庫、2009年5月)
- カプリの恋占い〈4〉月明かりのストラップ (フォア文庫、2009年10月)
- カプリの恋占い〈5〉銀河のペアリング (フォア文庫、2010年5月)
- ルルル♪動物病院 走れ、ドクター・カー (ソフトカバー、2014年8月8日)
- ルルル♪動物病院 (2) 猫と話す友だち (ソフトカバー、2015年2月9日)
- ルルル♪動物病院 (3) きみは子犬のお母さん (ソフトカバー、2016年2月29日)

### 学研
- いのちがぱちん (童話絵本、2001年6月)
- 未来を走れ ハイブリッドエコカー (ノンフィクション、2003年3月)
- ぼく、探偵じゃありません (エンタティーン倶楽部、2007年8月)
- エクボ王子の帰り道―ぼく、探偵じゃありませんシリーズ (エンタティーン倶楽部、2008年6月)
- ぼく、探偵じゃありませんシリーズ シロクまつりへようこそ! (エンタティーン倶楽部、2009年6月)

### 汐文社
- もえて! デュエット (2001年12月)
- あした地球がおわる (SF、2003年11月)

### あかね書房
- 黒まるパンはだれのもの? (2004年12月)

### 講談社
- ぼくのプリンときみのチョコ (YA!ENTERTAINMENT、2005年11月)
- ステラの秘密のたからばこ 銀河へ飛びだせBOX! (青い鳥文庫、2006年1月)
- ボーイズ・イン・ブラック(1) 《美少年はエイリアン・バスター》 (YA!ENTERTAINMENT、2007年1月)
- ジャックの豆の木 銀河へ飛びだせBOX! 2 (青い鳥文庫、2007年1月)
- ボーイズ・イン・ブラック(2) 《スーパー幼稚園児・梅ちゃん、走る!》 (YA!ENTERTAINMENT、2007年5月)
- アリスの不思議な青い砂 銀河へ飛びだせBOX! 3 (青い鳥文庫、2007年11月)
- ボーイズ・イン・ブラック(3) 《となりのミステリーサークル》 (YA!ENTERTAINMENT、2008年4月)
- ボーイズ・イン・ブラック(4) 《雨が上がれば……》 (YA!ENTERTAINMENT、2008年11月)
- Ｈは人のためならず (YA!ENTERTAINMENT、2009年5月)
- Hは寝て待て (YA!ENTERTAINMENT、2010年4月)
- Hよければすべてよし (YA!ENTERTAINMENT、2011年4月)
- 100回目のお引っ越し (2012年7月)

### ポプラ社
- 秘密の菜園 (TEENS'ENTERTAINMENT、2009年7月)

### くもん出版
- おばっちのブイサイン (2012年11月)

### アンソロジー収録作品

#### ポプラ社
- 「バラの街の転校生」 - 『Twinkle―ひかりもの』(teens'best selection、2008年9月) 収録
- 「雪のバレリーナ」 - 『魔女のいる花屋さん : あこがれのお仕事! 7つのお話』（芝田勝茂 編、2009年10月）収録
- 「プリンセスの「王子さまぼしゅう中!」」 - 『プリンセスの「王子さまぼしゅう中!」 : 恋するプリンセスの7つのお話 』(芝田勝茂 編、2011年2月) 収録
- 「レッツ・予言トレーニング!」 - 『おぶさり坂のおばけ : なにかがおこる!? チョットこわい7つのお話』(芝田勝茂 編、2011年2月) 収録

#### 偕成社
- 「ふしぎメールは事件の予感!」-『きみも名探偵9 ふしぎメールは事件の予感!』（日本児童文学者協会 編、2008年2月）収録
- 「赤い日記帳」- 『放課後の怪談 9』(日本児童文学者協会 編、2010年3月) 収録
- 「おちちや」 - 『1週間の物語』(日本児童文学者協会 編、2015年2月) 収録
- 「メンテナンスの日」 - 『消えた1日をさがして』(日本児童文学者協会 編、2016年2月) 収録
- 「静かな救急車」 - 『さらに、物語は迷いこむ』(日本児童文学者協会 編、2020年2月) 収録

#### 新潮社
- 「バラの街の転校生」 - キラキラデイズ (『Twinkle―ひかりもの』を改題&文庫化、新潮文庫、2014年1月) 収録(再録)

#### 文渓堂
- 「山田家のおばけ図鑑」 - 『なきむしオバケ5つのお話』(日本児童文学者協会 編、2014年10月) 収録
- 「あみだくじ3丁目」 - 『5分ごとにひらく恐怖のとびら百物語 2』(日本児童文学者協会 編、2018年7月) 収録

#### PHP研究所
- 「ふたりのまゆか」 - 『本当にあった?世にも不思議なお話』(たからしげる編、2017年3月) 収録

### 雑誌掲載作品
- 「鼻から、牛乳」 - 『日本児童文学』2006年1月-2月号（小峰書店）
- 「カエデとツバクロ」 - 『日本児童文学』2016年9-10月号（小峰書店）

## エッセイなど
- 「「チャンチャラ」講評」 - (『日本児童文学』第53巻第2号 日本児童文学者協会編、2007年3月)
- 「チョコやプリンの本(お菓子のレシピではありません)」 - (『日本児童文学』第54巻第6号 日本児童文学者協会編、2008年11月)
- 「先生、これの内容ってBLだよネ」 - (『日本児童文学』第56巻第2号 日本児童文学者協会編、2010年3月)